# Hammond (Minnesota)
Hammond – miasto w Stanach Zjednoczonych, w stanie Minnesota, w hrabstwie Wabasha.